# Stray from the Path
Stray from the Path es una banda de hardcore punk estadounidense originaria de Long Island, New York formada en 2001. Han lanzado nueve álbumes de estudio. Los primeros tres discos se lanzaron a través de sellos independientes; los álbumes se titulan People Over Profit de 2002, Audio Prozac de 2003, Our Oceania de 2005. La banda firmó con Sumerian Records y han lanzado seis discos con ellos, y tres con UNFD; Villains de 2007, Make Your Own History de 2009, Rising Sun de 2011, Anonymous de 2013, Subliminal Criminals de 2015, Only Death Is Real de 2017 y Internal Atomics de 2019. Han participado en giras con bandas como: Architects, Beartooth, Every Time I Die, The Acacia Strain, Terror, Norma Jean, The Chariot, Underoath, Cruel Hand, The Ghost Inside, Deez Nuts, Obey the Brave, For Today, Stick to Your Guns, Rotting Out, Knocked Loose, Expire, Bleeding Through, Comeback Kid, Counterparts, American Me y The Warriors.
El 30 de mayo de 2025, la banda lanzó por sorpresa su undécimo y último álbum Clockworked y además anunció que se separarían a fines de 2025 después de cumplir con sus compromisos de gira.

## Historia

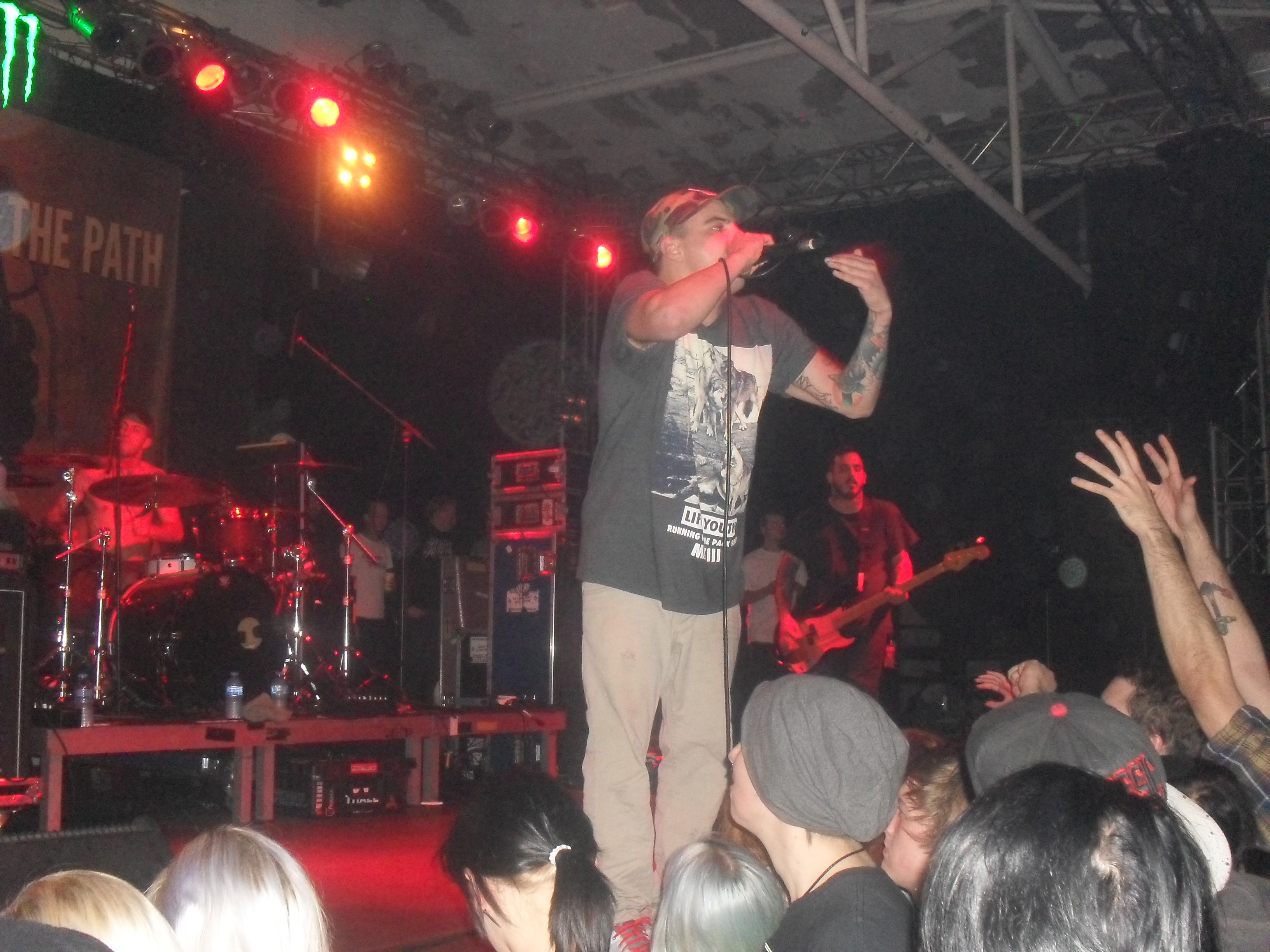
El actual vocalista, Drew York en 2013.

La banda se formó en Long Island, NY en 2001. Sus miembros originales eran Thomas Williams, John Kane, Justin Manas, Ed Edge y Frank Correira. En octubre de 2003, entraron al estudio de grabación con Joe Cincotta y Terrance Hobbs de Suffocation para grabar su álbum debut, Audio Prozac. En julio de 2005, después de girar extensamente durante los siguientes ocho meses para respaldar su álbum, lanzaron Our Oceania, el 2 de agosto de 2005. En noviembre de 2005, el cantante original Ed Edge dejó la banda y fue reemplazado por Andrew Dijorio (Drew York). Después de recorrer Estados Unidos, la banda ingresó a GodCity Studios y grabó Villains con el guitarrista de Converge, Kurt Ballou. Al completar el disco, las canciones se extendieron a California, lo que llevó a un contrato con Sumerian Records. Después de ser grabado de forma independiente en GodCity, Villains fue lanzado adecuadamente, el 13 de mayo de 2008. Después de recorrer Norteamérica, la banda hizo algunos cambios en la alineación. Ryan Thompson reemplazó a Frank Correira en el bajo, Justin Manas pasó de la batería a la guitarra en reemplazo de John Kane, y el baterista Dan Bourke, anteriormente de This Is Hell, asumió el papel en la batería. La banda ingresó al estudio con el productor Misha Mansoor de Periphery y grabó Make Your Own History en 2009.
Después de recorrer Norteamérica y Europa enérgicamente, la banda llegó a Machine Shop Recordings con el productor Will Putney para grabar su quinto disco Rising Sun. Este disco contó con las apariciones especiales de Andrew Neufeld de Comeback Kid, Cory Brandan de Norma Jean y Jonathan Vigil de The Ghost Inside.
En 2012 lanzaron un sencillo para descargar titulado, «Landmines». Más tarde lanzaron Anonymous en septiembre de 2013 que contó con Jesse Barnett de Stick to Your Guns y Jason Butler de Letlive.
En 2015 lanzaron Subliminal Criminals, continuando el sonido rapcore, mientras profundizaban en temas más sociales y políticos (incluyendo «D.I.E.P.I.G», que hacen referencia específica a las acusaciones de abuso infantil hacia Front Porch Step y el líder de Lostprophets, Ian Watkins). Este sería el último álbum con Dan Bourke en la batería, ya que este dejaría el grupo en 2016 para ser reemplazado por Craig Reynolds. El día de las elecciones presidenciales de 2016 en los Estados Unidos, lanzaron un sencillo titulado «The House Always Wins».
El 12 de julio de 2017, anunciaron detalles de su nuevo álbum Only Death Is Real junto con el sencillo «Goodnight Alt-Right», que atrajo las críticas de grupos derechistas tras su lanzamiento debido a sus letras.
En 2018, el conjunto realizó una gira con Anti-Flag, The White Noise y Sharptooth.
El 30 de mayo de 2025, la banda anunció su separación a finales de año, tras sus compromisos de gira y sus últimas presentaciones en festivales. Ese mismo día, también lanzaron su undécimo y último álbum, Clockworked.

## Miembros
Miembros actuales

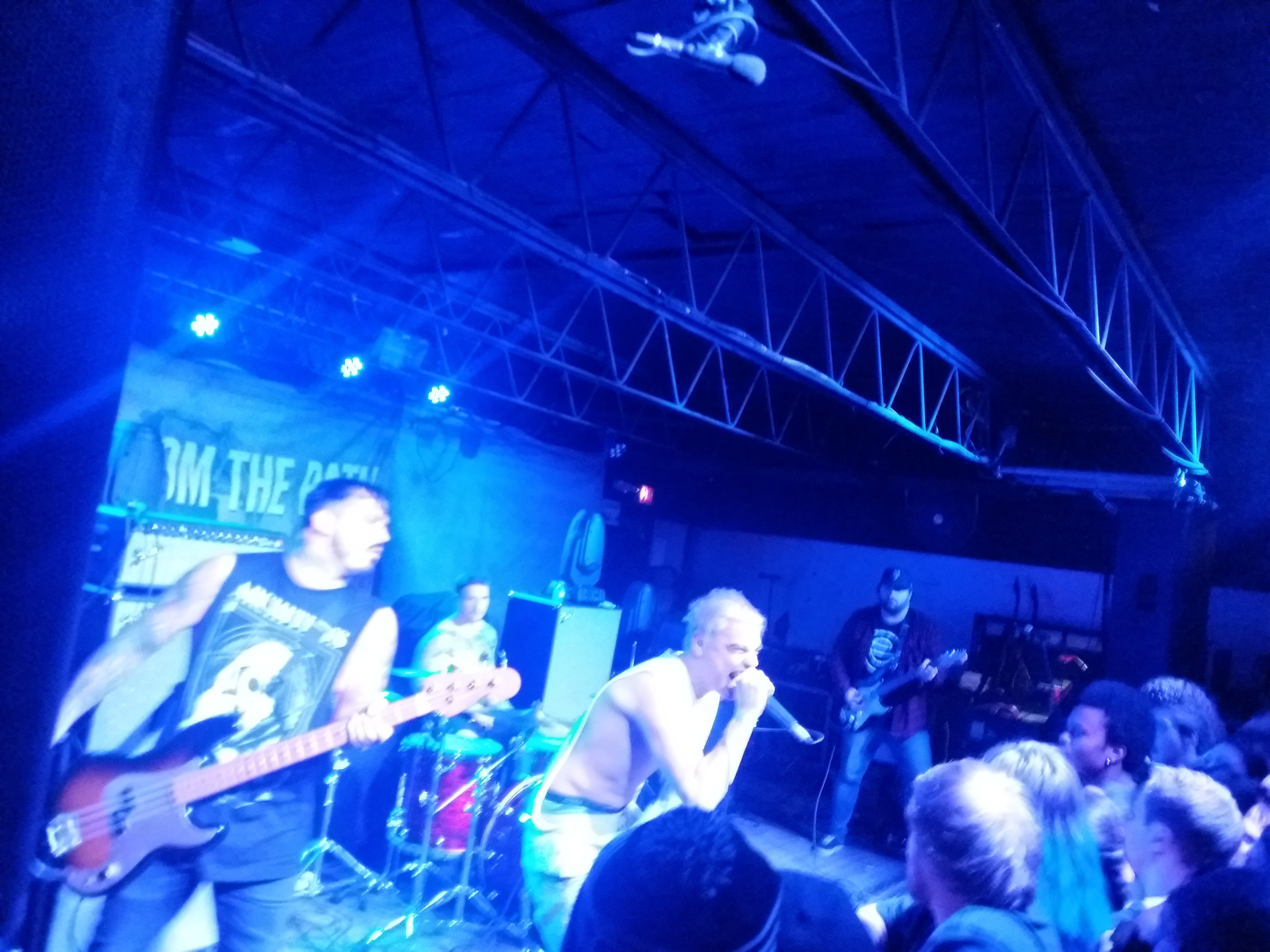
Stray from the Path en 2017.

- Thomas Williams – guitarra, voz (2001–presente)
- Andrew Dijorio – voz (2005–presente)
- Anthony Altamura – bajo, voz (2010–presente)
- Craig Reynolds – batería (2016-presente)

Antiguos miembros
- Ed Edge – voz (2001–2005)
- Frank Correira – bajo (2001–2008)
- John Kane – guitarra (2001-2008)
- Justin Manas – batería (2001–2008), guitarra (2009)
- Ryan Thompson – bajo (2008–2010)
- Dan Bourke – batería (2009-2016)

## Discografía
Álbumes de estudio
- Audio Prozac (2003, Pride Recordz)
- Our Oceania (2005, Five Point Records)
- Villains (2007, Sumerian Records/Victory Records)
- Make Your Own History (2009, Sumerian Records)
- Rising Sun (2011, Sumerian Records)
- Anonymous (2013, Sumerian Records)
- Subliminal Criminals (2015, Sumerian Records/UNFD)
- Only Death Is Real (2017, Sumerian Records/UNFD)
- Internal Atomics (2019, UNFD)
- Euthanasia (2022, UNFD)
- Clockworked (2025, SharpTone)

Álbumes en directo
- Smash 'Em Up: Live in Europe (2019, UNFD)

Demo
- People Over Profit (2002, Autopublicación)

Split
- How to Make a Ucalegon (split con Lilu Dallas) (2007, Five Point Records)
- Counterparts / Stray from the Path (split con Counterparts) (2019, Pure Noise Records/UNFD)